# Arkiv för Botanik
Arkiv för Botanik (abreviado Ark. Bot.) fue una revista ilustrada con descripciones botánicas que fue editada en Estocolmo por la Real Academia de las Ciencias de Suecia durante los años 1903 a 1949 con el nombre de Arkiv för Botanik utgivet av K. Svenska Vetenskapsakademien. Fue precedida por Bihang til Kongliga Svenska Vetenskaps-Akademiens handlingar.